# Сидар Милс (Минесота)
Сидар Милс (енгл. Cedar Mills) град је у америчкој савезној држави Минесота.

## Демографија
По попису из 2010. године број становника је 45, што је 8 (-15,1%) становника мање него 2000. године.
| Група             | 2000.       | 2010.      |
| Белци             | 53 (100,0%) | 42 (93,3%) |
| Афроамериканци    | 0 (0,0%)    | 0 (0,0%)   |
| Азијати           | 0 (0,0%)    | 1 (2,2%)   |
| Хиспаноамериканци | 0 (0,0%)    | 0 (0,0%)   |
| Укупно            | 53          | 45         |